# Płonnik

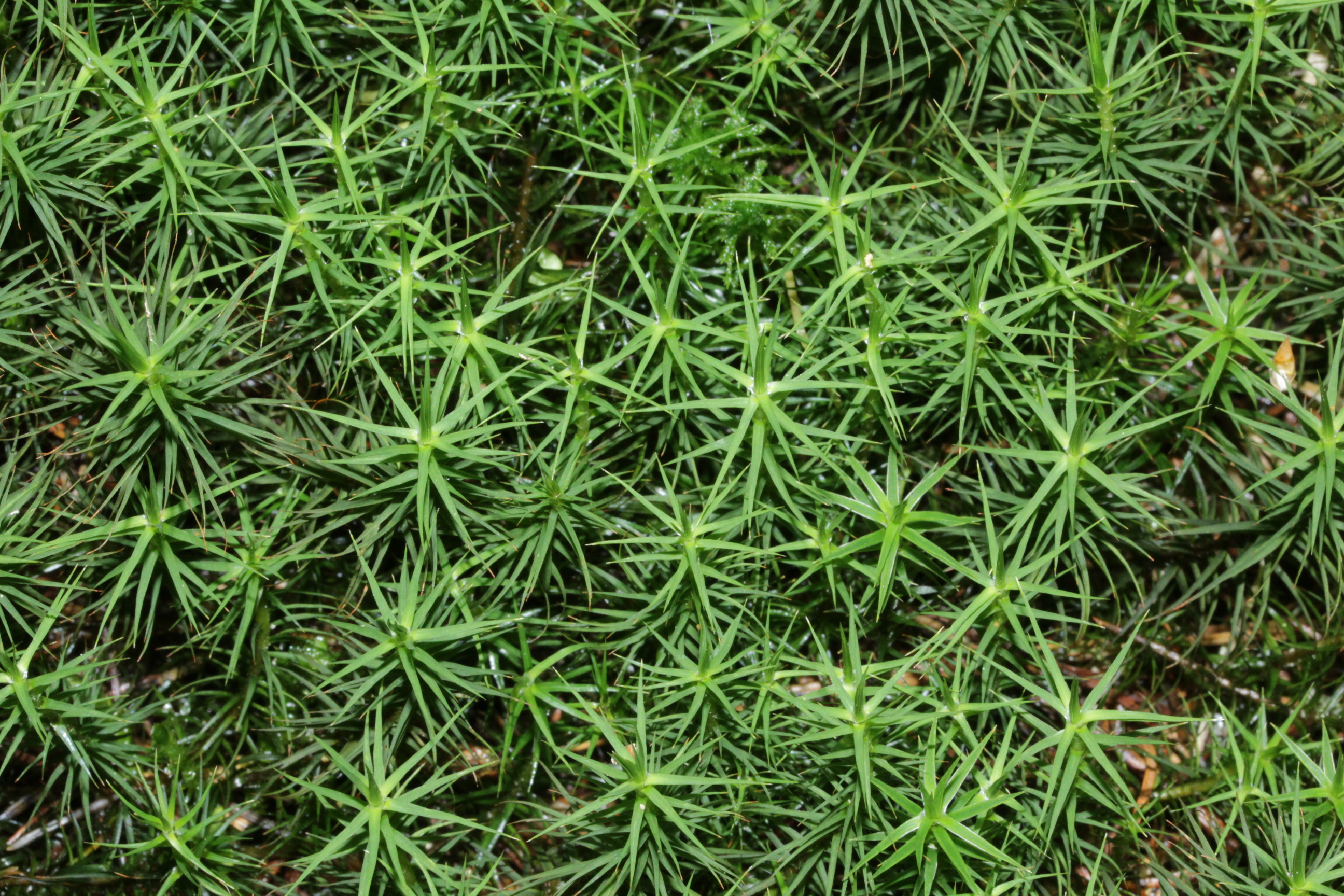
Płonnik pospolity

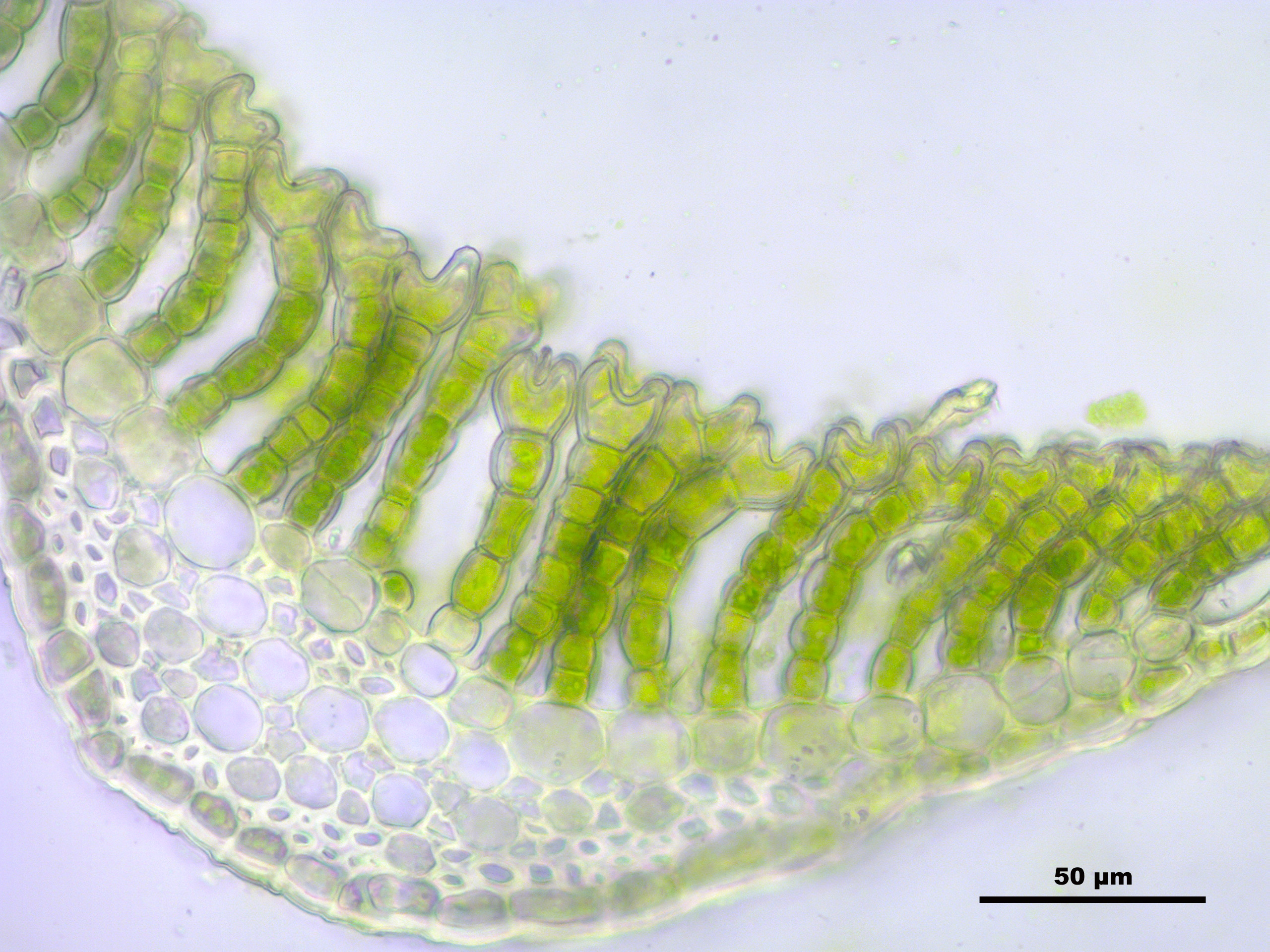
Przekrój przez blaszkę listka płonnika pospolitego

Płonnik (Polytrichum Hedw.) – rodzaj mchów z rodziny płonnikowatych (Polytrichaceae). Obejmuje ok. 40 gatunków. Rodzaj jest szeroko rozprzestrzeniony. W Polsce występuje w zależności od ujęcia systematycznego rodzaju od 4 do 10 gatunków płonnika.

## Morfologia
ŁodyżkaDorasta nawet do 60 cm wysokości, jest prosto wzniesiona i słabo rozgałęziona.
ListkiZielone, lancetowate, gęsto ułożone.

## Systematyka
Wykaz gatunków
- Polytrichum angustifolium Mitt.
- Polytrichum appalachianum L.E. Anderson
- Polytrichum brachymitrium Müll. Hal.
- Polytrichum breviceps Müll. Hal.
- Polytrichum circinnatulum Müll. Hal.
- Polytrichum commune Hedw. – płonnik pospolity
- Polytrichum cupreum G. Negri
- Polytrichum densifolium Wilson ex Mitt.
- Polytrichum elegans Welw. & Duby
- Polytrichum elongatum P. Beauv.
- Polytrichum ericoides Hampe
- Polytrichum formosum Hedw. – płonnik strojny
- Polytrichum gracilisetum Besch. ex Müll. Hal.
- Polytrichum hyperboreum R. Br.
- Polytrichum jensenii I. Hagen
- Polytrichum juniperellum Müll. Hal.
- Polytrichum juniperinum Hedw. – płonnik jałowcowaty
- Polytrichum longisetum Sw. ex Brid. – płonnik wysmukły
- Polytrichum microcephalum Müll. Hal.
- Polytrichum micropysix Müll. Hal.
- Polytrichum oerstedianum Müll. Hal.
- Polytrichum ohioense Renauld & Cardot
- Polytrichum pallidisetum Funck – płonnik blady
- Polytrichum papillosum Dyachenko
- Polytrichum perigoniale Michx.
- Polytrichum piliferum Hedw. – płonnik włosisty
- Polytrichum polakowskyi Müll. Hal.
- Polytrichum recurvatum Müll. Hal.
- Polytrichum recurvipilum Müll. Hal.
- Polytrichum stolonigerum Müll. Hal.
- Polytrichum strictum Menzies ex Brid. – płonnik cienki
- Polytrichum subpilosum P. Beauv.
- Polytrichum swartzii Hartm.
- Polytrichum tonkinense Thér. & R. Henry
- Polytrichum torquatum (Mitt. ex Osada & G.L. Sm.) N.E. Bell & Hyvönen
- Polytrichum trachythecium Müll. Hal.
- Polytrichum vaginatum Warnst.
- Polytrichum xanthopilum Wilson ex Mitt.
- Polytrichum × stefureacii Plam.